# Luciano Re Cecconi
Luciano Re Cecconi (Nerviano, Provincia de Milán, Italia, 1 de diciembre de 1948 - Roma, Provincia de Roma, Italia, 18 de enero de 1977) fue un futbolista italiano. Se desempeñaba en la posición de centrocampista.

## Selección nacional
Fue internacional con la selección de fútbol de Italia en 2 ocasiones. Debutó el 28 de septiembre de 1974, en un encuentro amistoso ante la selección de Yugoslavia que finalizó con marcador de 1-0 a favor de los yugoslavos.

### Participaciones en Copas del Mundo
| Mundial                        | Sede                | Resultado    |
| ------------------------------ | ------------------- | ------------ |
| Copa Mundial de Fútbol de 1974 | Alemania Occidental | Primera fase |

## Clubes
| Club              | País   | Año         |
| ----------------- | ------ | ----------- |
| Pro Patria Calcio | Italia | 1967 - 1969 |
| U. S. Foggia      | Italia | 1969 - 1972 |
| S. S. Lazio       | Italia | 1972 - 1977 |

## Palmarés

### Campeonatos nacionales
| Título  | Club        | País   | Año     |
| ------- | ----------- | ------ | ------- |
| Serie A | S. S. Lazio | Italia | 1973-74 |

## Fallecimiento
Murió en un accidente inédito. Se generó cuando quiso gastar una broma a un amigo joyero, Bruno Tabocchini. Fingió ser un atracador en su establecimiento. El comerciante, que portaba siempre un arma por miedo a posibles asaltos, estaba de espaldas cuando entró Luciano y grito: Esto es un atraco. El joyero sin mediar palabra se volvió y le disparó a bocajarro.